# Цецилія Естергайош
Цецилія Естергайош (угор. Esztergályos Cecília, 26 січня 1943) — угорська акторка. Народна артистка Угорщини (2013). Закінчила Вищу школу театру і кіно (1968).

## Вибіркова фільмографія
- Професор злочинного світу (1969)
- Цей день — подарунок (1979)